# Порым (деревня)
См. также: Кузебаево
Порым (тат. Порым) — татарская
деревня в Граховском районе Удмуртии, входит в состав Порымозаречного сельского поселения.

## Географическое положение
Село расположено в 4 км к югу от районного центра — села Грахово, на реке Кузебайка. На речке устроен пруд, крупнейший в районе.

## История
Основана старокрещеными татарами из села Старое Гришкино Елабужского уезда (ныне село в Менделеевском районе Татарстана)
По итогам десятой ревизии в 1859 году в 18 дворах казённой деревни Порым при ключе Порым проживало 237 жителей.
До 1921 года деревня входила в состав Граховской волости Елабужского уезда Вятской губернии, в 1921 году образована Вотская АО и деревня вместе с Граховской волостью отошла в состав Можгинского уезда. С 1924 по 1963 годы деревня Порым входила в состав Архангельского сельсовета. В 1963 году Архангельский сельсовет был упразднён и деревня вошла в состав Граховского сельсовета. В 1989 году был образован Порымский сельсовет с административным центром в деревне Порым. В 2004 году в результате реформы местного самоуправления, Порымский и Зареченский сельсоветы были ликвидированы и из их состава образовано Порымозаречное сельское поселение с административным центром в селе Грахово.
В 1978 году деревни Порым и Кузебаево были объединены в одну деревню Порым.

## Экономика
В деревне размещается филиал ОАО «Агрохим-Прибой» Архивная копия от 19 августа 2013 на Wayback Machine, предприятие специализируещееся на заготовке кормов и мясо-молочном скотоводстве.

## Объекты социальной сферы
- МОУ «Порымская основная школа»
- МДОУ Порымский детский сад
- Порымский сельский дом культуры
- Порымский фельдшерско-акушерский пункт
- Порымский филиал центральной библиотечной системы

## Улицы
- 1-я улица
- Восточный перереулок
- Западная улица
- Кузебаевская улица
- Лесная улица
- Лесной переулок
- Улица Мира
- Нагорная улица
- Садовый переулок
- Улица Труда
- Центральная улица